# Carretera de Nebraska 88
La Carretera de Nebraska 88, y abreviada NE 88 (en inglés: Nebraska Highway 88) es una carretera estatal estadounidense ubicada en el estado de Nebraska. La carretera inicia en el Oeste desde la WY 151  noroeste Harrisburg hacia el Este en la US 385  , NE 92  en Bridgeport. La carretera tiene una longitud de 94,8 km (58.93 mi).

## Mantenimiento
Al igual que las autopistas interestatales, y las rutas federales y el resto de carreteras estatales, la Carretera de Nebraska 88 es administrada y mantenida por el Departamento de Carreteras de Nebraska por sus siglas en inglés NDOR.

## Cruces
La Carretera de Nebraska 88 es atravesada principalmente por la  NE 71  sur de Gering.